# Dimitri Liénard
Dimitri Liénard (Belfort, 13 februari 1988) is een Frans voormalig voetballer die doorgaans speelde als middenvelder. Tussen 2009 en 2025 was hij actief voor Belfort, FC Mulhouse, RC Strasbourg, SC Bastia en FC Sochaux.

## Clubcarrière
Liénard speelde in de jeugd van FC Sochaux en Belfort en bij die laatste club, uit zijn geboorteplaats, debuteerde hij ook in het eerste elftal. In het seizoen 2009/10 promoveerde hij met zijn club naar de CFA, na een jaargang waarin hij tot zeven treffers kwam. In de zomer van 2012 stapte hij over naar competitiegenoot FC Mulhouse. Na een jaar verliet Liénard die club voor RC Strasbourg, waar hij in eerste instantie voor twee jaar tekende. Deze verbintenis werd later verlengd tot medio 2017. In het seizoen 2015/16 won Strasbourg de Championnat National en het jaar erop de Ligue 2, waarmee de club twee jaar op rij promoveerde en in de Ligue 1 kwam te spelen.
In de zomer van 2017 werd het aflopende contract van Liénard opengebroken en verlengd tot medio 2019. Een jaar later kwamen er nog twee seizoenen bij dit contract en medio 2021 tekende Liénard opnieuw voor twee jaar bij. Nadat dit contract was afgelopen tekende hij bij SC Bastia. Hier zat Liénard zijn contract niet uit, want in november besloten club en speler uit elkaar te gaan. Twee maanden later keerde hij terug bij zijn voormalige jeugdclub FC Sochaux. Liénard besloot in juli 2025 op zevenendertigjarige leeftijd een punt achter zijn actieve loopbaan te zetten.

## Clubstatistieken
| Seizoen | Club       | Competitie           | Competitie | Competitie | Beker | Beker | Internationaal | Internationaal | Totaal | Totaal |
| Seizoen | Club       | Competitie           | Wed.       | Dlp.       | Wed.  | Dlp.  | Wed.           | Dlp.           | Wed.   | Dlp.   |
| ------- | ---------- | -------------------- | ---------- | ---------- | ----- | ----- | -------------- | -------------- | ------ | ------ |
| 2009/10 | Belfort    | CFA 2                | 29         | 7          | 0     | 0     | —              | —              | 29     | 7      |
| 2010/11 | Belfort    | CFA                  | 31         | 4          | 0     | 0     | —              | —              | 31     | 4      |
| 2011/12 | Belfort    | CFA                  | 29         | 3          | 1     | 0     | —              | —              | 30     | 3      |
| 2012/13 | Mulhouse   | CFA                  | 34         | 7          | 1     | 0     | —              | —              | 35     | 7      |
| 2013/14 | Strasbourg | Championnat National | 36         | 0          | 6     | 0     | —              | —              | 42     | 0      |
| 2014/15 | Strasbourg | Championnat National | 31         | 5          | 2     | 0     | —              | —              | 33     | 5      |
| 2015/16 | Strasbourg | Championnat National | 29         | 2          | 2     | 0     | —              | —              | 31     | 2      |
| 2016/17 | Strasbourg | Ligue 2              | 30         | 4          | 4     | 1     | —              | —              | 34     | 5      |
| 2017/18 | Strasbourg | Ligue 1              | 33         | 5          | 5     | 0     | —              | —              | 38     | 5      |
| 2018/19 | Strasbourg | Ligue 1              | 22         | 0          | 6     | 1     | —              | —              | 28     | 1      |
| 2019/20 | Strasbourg | Ligue 1              | 22         | 2          | 3     | 0     | 5              | 0              | 30     | 2      |
| 2020/21 | Strasbourg | Ligue 1              | 34         | 2          | 1     | 0     | —              | —              | 35     | 2      |
| 2021/22 | Strasbourg | Ligue 1              | 33         | 2          | 2     | 0     | —              | —              | 35     | 2      |
| 2022/23 | Strasbourg | Ligue 1              | 28         | 0          | 1     | 0     | —              | —              | 29     | 0      |
| 2023/24 | SC Bastia  | Ligue 2              | 13         | 2          | 0     | 0     | —              | —              | 13     | 2      |
| 2023/24 | FC Sochaux | Championnat National | 8          | 0          | 2     | 0     | —              | —              | 10     | 0      |
| 2024/25 | FC Sochaux | Championnat National | 15         | 0          | 0     | 0     | —              | —              | 15     | 0      |
| Totaal  | Totaal     | Totaal               | 453        | 53         | 30    | 2     | 5              | 0              | 488    | 55     |

## Erelijst
| Championnat National | 1 | 2015/16 |
| Ligue 2              | 1 | 2016/17 |